# Gorgonidium bulbostylum
Gorgonidium bulbostylum är en kallaväxtart som beskrevs av Josef Bogner och Eduardo G. Gonçalves. Gorgonidium bulbostylum ingår i släktet Gorgonidium och familjen kallaväxter.
Artens utbredningsområde är Bolivia. Inga underarter finns listade.